# 昌和製作所
昌和製作所（しょうわせいさくしょ）は、日本のオートバイディーラーおよびメーカー。

## 概要
1939年、中国東北部へのオートバイ販売ディーラーとして起業。100ccの2サイクルバイクの開発製造をメグロ（目黒製作所）に委託、販売を開始した。製造工場は静岡県沼津市の郊外にあった。
戦後、工場の再興が早かったこともあり目黒製作所の傘下から外れ、本格的なオートバイメーカーとして独立。
1950年代に入り、主力は2サイクルエンジンのクルーザーシリーズで好調な売れ行きを見せ、1959年日本高速機関を吸収し4サイクルエンジンの技術を入手し、軽四輪車「昌和ミニカ」を第６回東京モーターショーで出展したが、経営は逼迫し、1960年にヤマハ発動機の資本傘下となり、現ヤマハモーターパワープロダクツ株式会社に至る。

## 製造モデル
- 昌和号
- ライトクルーザー 125cc　2サイクル
- クルーザー       250cc　2サイクル
- マリーン         250cc　2サイクル　モノコックフレーム